# Player's Canadian Open 1981
Player's International Canadian Open 1981 — тенісний турнір, що проходив на відкритих кортах з твердим покриттям. Чоловічий турнір відбувся в Jarry Park Stadium у Монреалі (Канада) в рамках Volvo Grand Prix 1981, жіночий - у National Tennis Centre у Торонто (Канада) в рамках Туру WTA 1981. Чоловічий турнір тривав з 10 до 16 серпня 1981 року, жіночий - з 17 до 23 серпня 1981 року.

## Фінальна частина

### Одиночний розряд, чоловіки
Іван Лендл —  Еліот Телчер 6–3, 6–2
- Для Лендла це був 3-й титул за сезон і 12-й - за кар'єру.

### Одиночний розряд, жінки
Трейсі Остін —  Кріс Еверт-Ллойд 6–1, 6–4
- Для Остін це був 3-й титул за сезон і 30-й — за кар'єру.

### Парний розряд, чоловіки
Рауль Рамірес /  Ферді Тейган —  Пітер Флемінг /  Джон Макінрой 2–6, 7–6, 6–4
- Для Раміреса це був 5-й титул за сезон і 71-й — за кар'єру. Для Тейгана це був 3-й титул за сезон і 7-й - за кар'єру.

### Парний розряд, жінки
Мартіна Навратілова /  Пем Шрайвер —  Кенді Рейнолдс /  Енн Сміт 7–6, 7–6
- Для Навратілової це був 11-й титул за сезон і 112-й — за кар'єру. Для Шрайвер це був 6-й титул за сезон і 16-й — за кар'єру.